# Eriophyllum
Eriophyllum, conocido como "girasol lanudo", es un género  de plantas herbáceas anuales o perennes nativas del oeste de Norteamérica, con la mayor concentración de especies en California. Comprende 76 especies descritas y de estas, solo 14 aceptadas.
Especies de Eriophyllum son alimento para las larvas de algunas especies de Lepidopteras, incluyendo  Phymatopus californicus.
Cada una de las 14 especies tienen las hojas generalmente alternas y enteras. La  inflorescencia son cabezas radiales que se agrupan en racimos hemisférico. Los rayos florales tienen lígulas amarillas, enteras o lobuladas. La corola es amarilla. 

## Taxonomía
El género fue descrito por Nicholas Edward Brown y publicado en Genera et species plantarum 28. 1816. La especie tipo es: Eriophyllum stoechadifolium
Etimología
Eriophyllum: nombre genérico que deriva de las palabras griegas: "erion" = "lana" y "phyllum" = "hoja", en referencia a las lanas canosas enmarañadas que cubren la planta cuando es joven.

## Especies aceptadas
A continuación se brinda un listado de las especies del género Eriophyllum aceptadas hasta julio de 2014, ordenadas alfabéticamente. Para cada una se indica el nombre binomial seguido del autor, abreviado según las convenciones y usos.	
- Eriophyllum ambiguum
- Eriophyllum cheirantiflorum
- Eriophyllum confertiflorum
- Eriophyllum congdonii
- Eriophyllum jepsonii
- Eriophyllum lanatum
- Eriophyllum lanosum (A.Gray) A.Gray
- Eriophyllum latilobum
- Eriophyllum mohavense
- Eriophyllum multicaule
- Eriophyllum nubigenum
- Eriophyllum pringlei
- Eriophyllum stoechadifolium
- Eriophyllum wallacei (A.Gray) A.Gray